# Bell XV-3

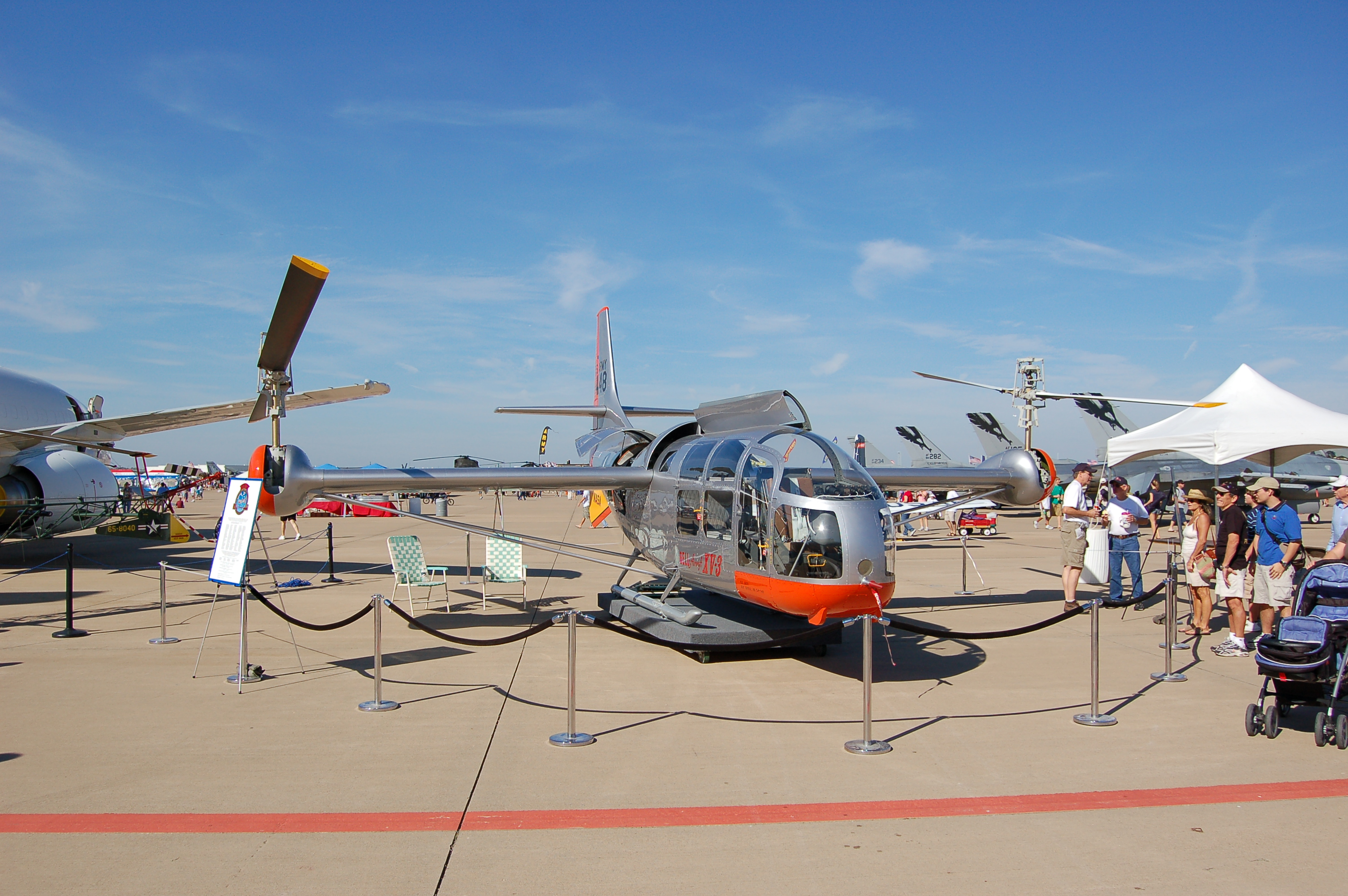
Bell XV-3.

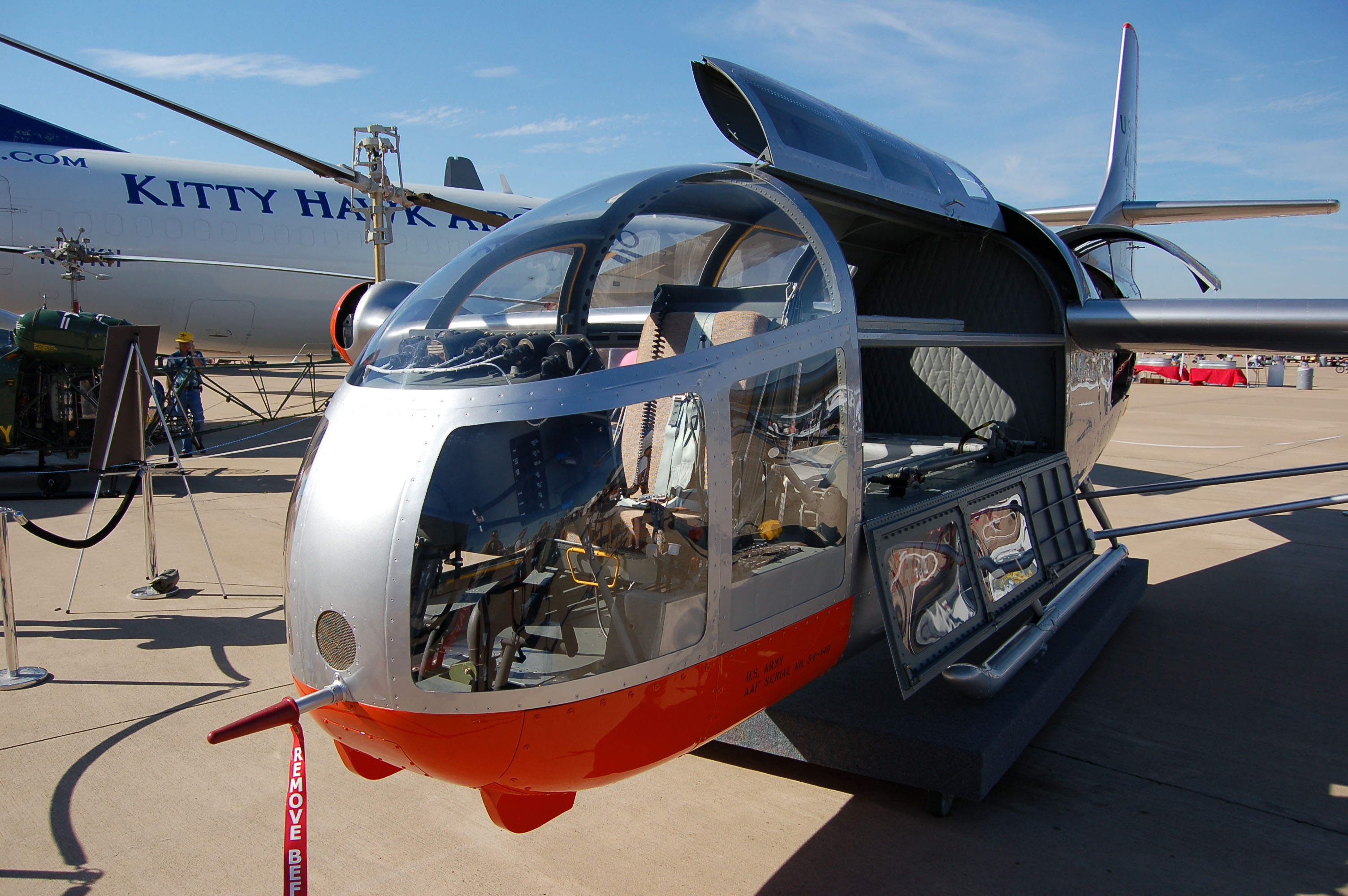
Bell XV-3.

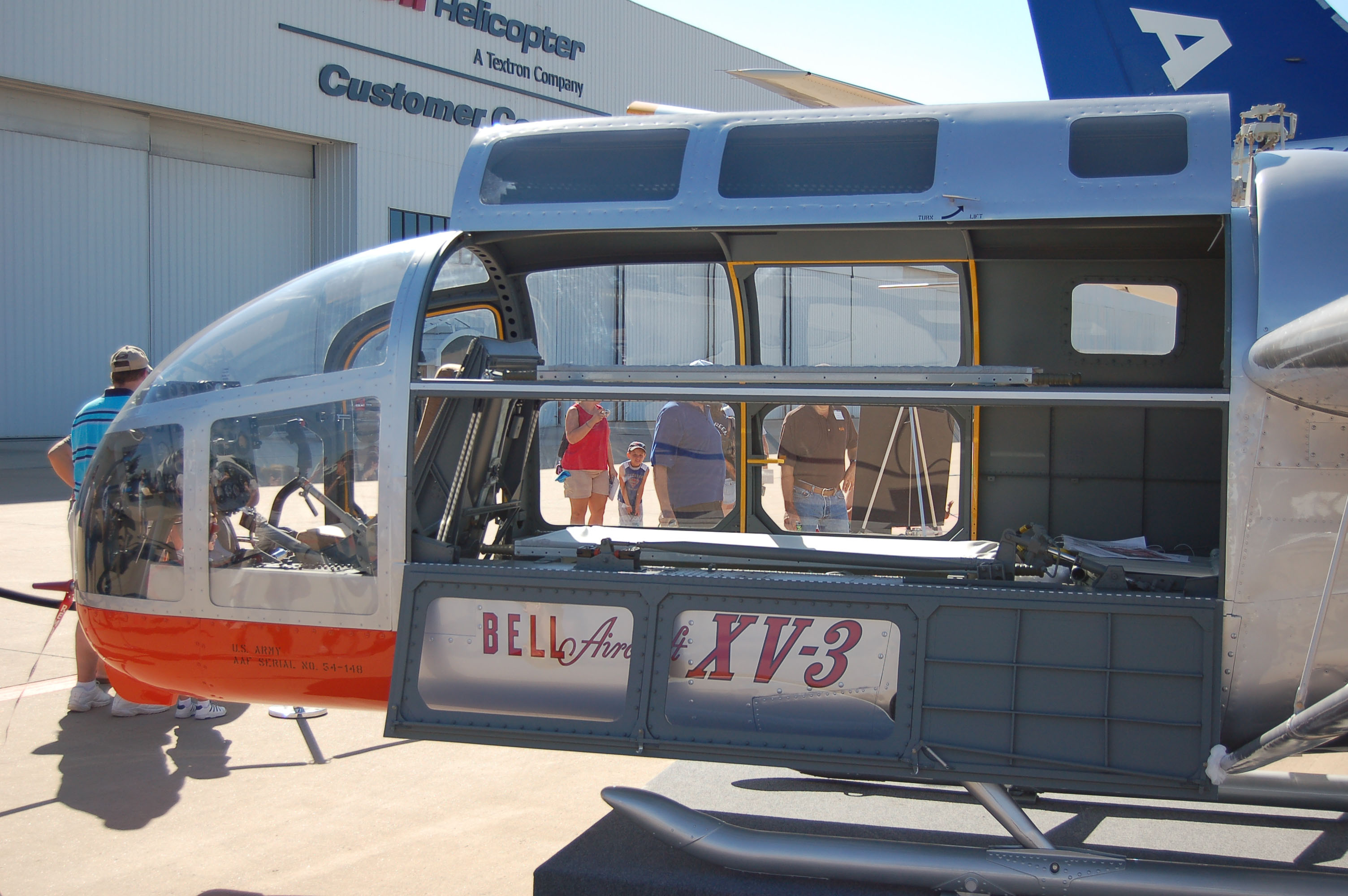
Nákladový prostor typu Bell XV-3.

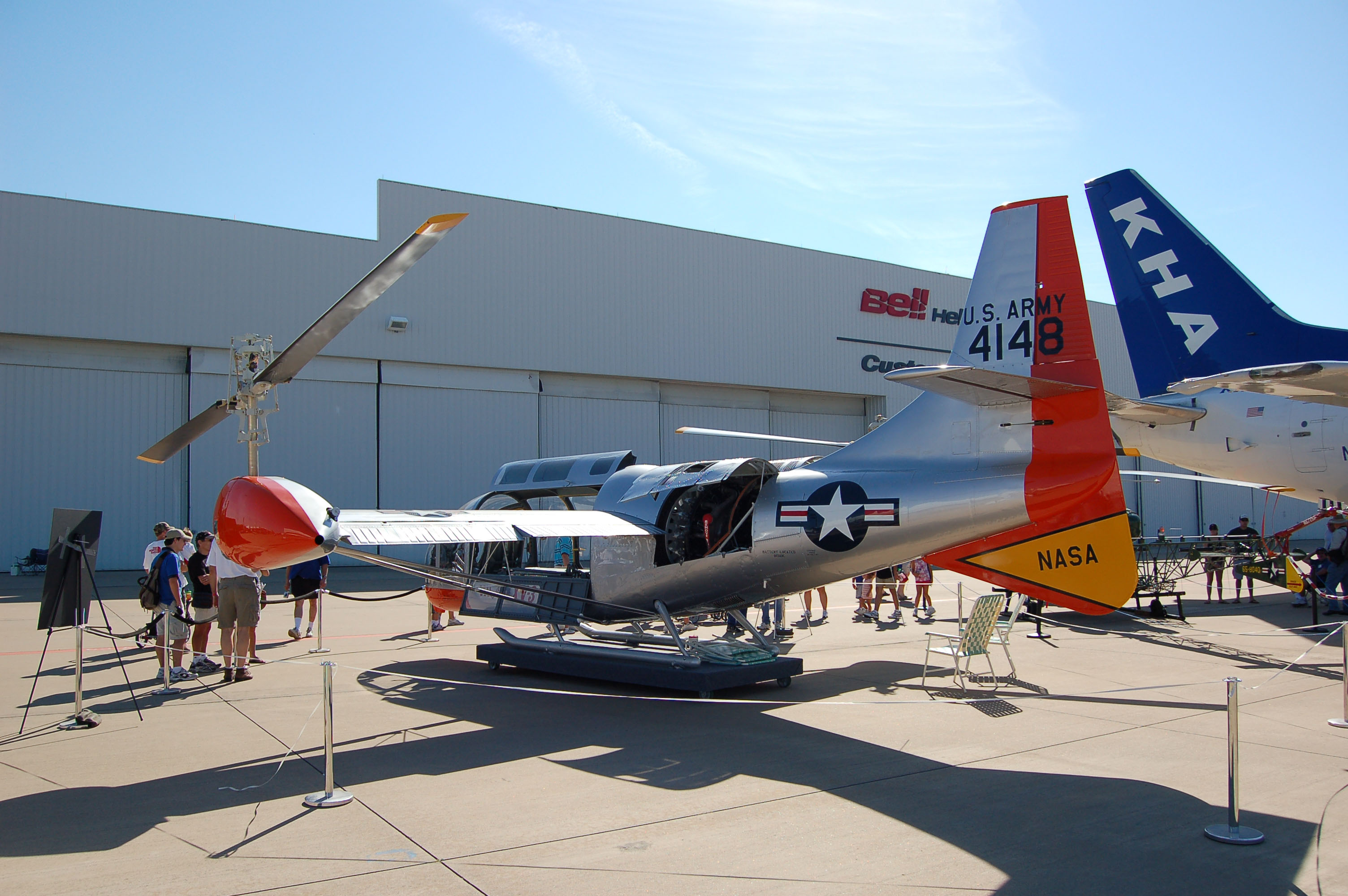
Bell XV-3, pohled zezadu.

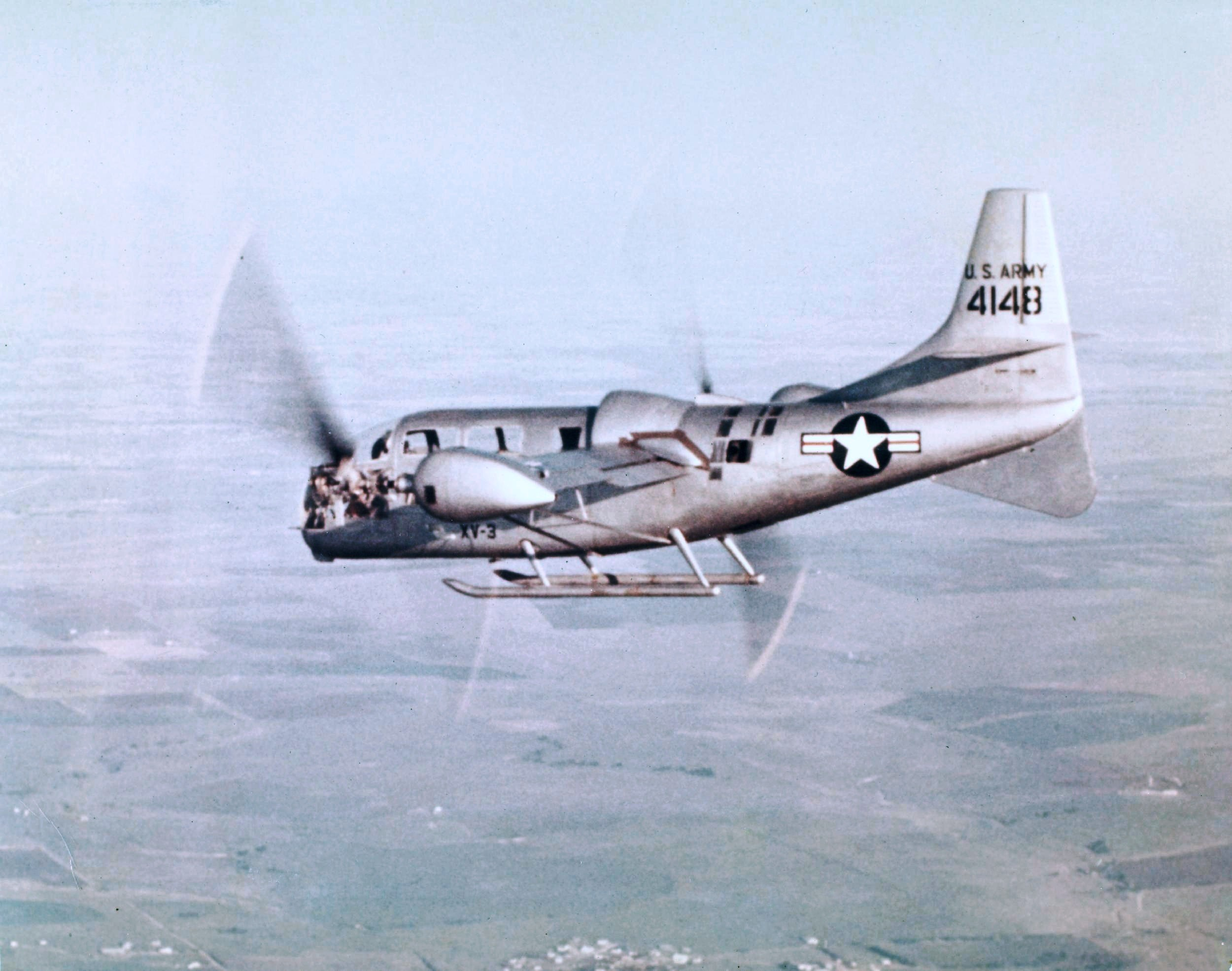
Bell XV-3 v dopředném letu.

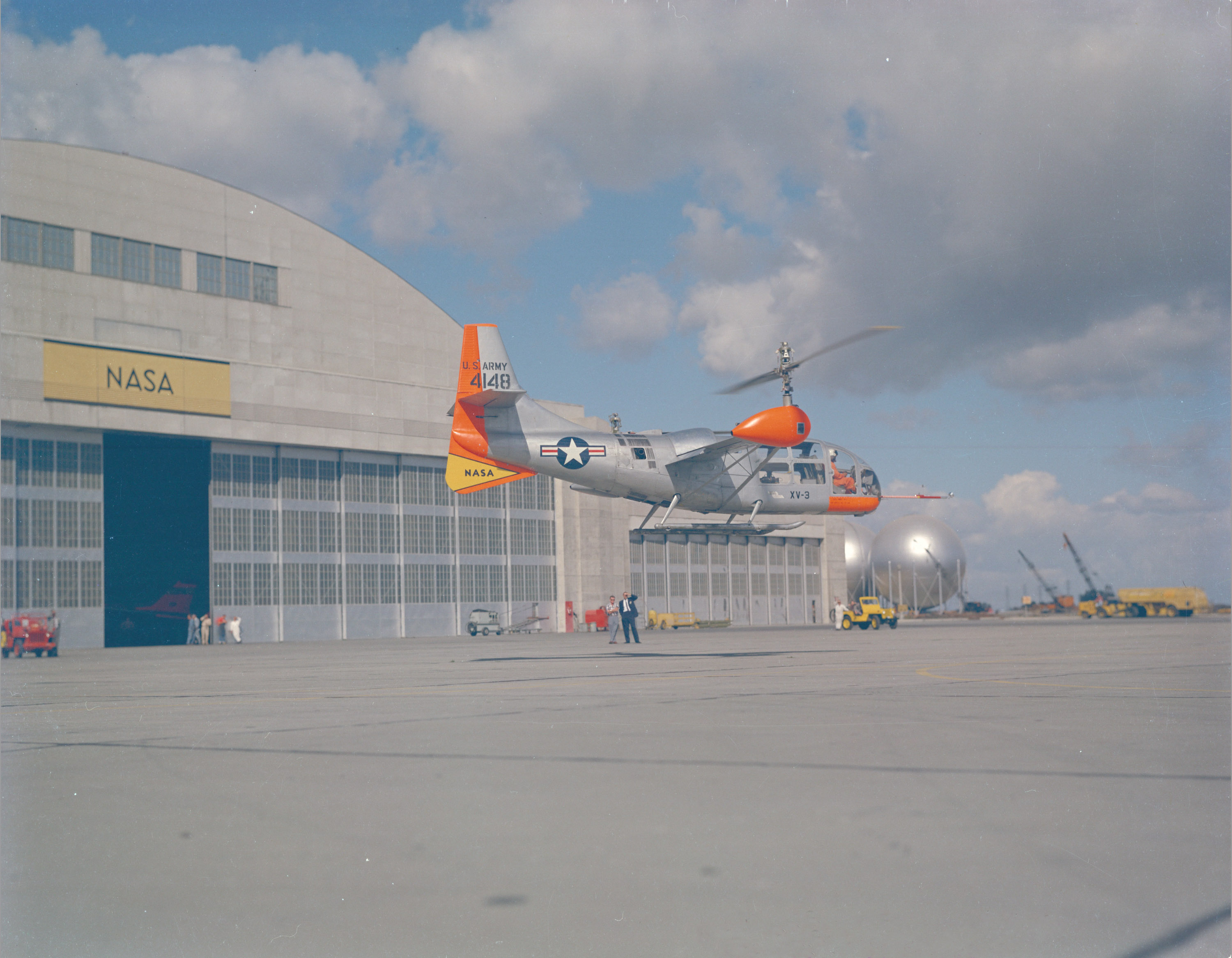
Bell XV-3 ve visu nízko nad zemí.

Bell XV-3 (továrním označením Model 200) byl americký experimentální konvertoplán postavený pro výzkumné účely společností Bell Helicopter. Stroj zvítězil v soutěži vyhlášené v roce 1950 americkou armádou (US Army) a letectvem (USAF) o konvertoplán s překlopnými rotory, který měl původně vrtulníkové označení XH-33. Letoun byl schopen vertikálního vzletu a přistání (VTOL).

## Vývoj a konstrukce
XV-3 se poprvé vznesl do vzduchu v dubnu 1955. Ačkoli měl omezené letové možnosti, úspěšně demonstroval koncepci překlopných rotorů v období od 18. prosince 1958 do července 1962, kdy podnikl celkem 110 konverzí letového módu (překlopení rotorů). Program byl ukončen poté, co byl zbývající letoun poškozen ve větrném tunelu při nehodě 20. května 1966. Údaje a zkušenosti nashromážděné během testů XV-3 byly klíčové pro vývoj typu Bell XV-15, jenž později proklestil cestu pro úspěšný typ V-22 Osprey.
XV-3 měl pístový motor zabudovaný v trupu s hřídelemi pohánějícími dvojici dvoulistých rotorů na koncích nosného křídla (na každém konci jeden rotor). Rotory se mohly sklápět v rozmezí 90° z vertikální (svislé) do horizontální (vodorovné) polohy. To letounu umožňovalo start a přistání stejným způsobem jako vrtulníku, zatímco v horizontálním letu mohl dosahovat vyšších rychlostí než helikoptéra. Zpočátku byly použity trojlisté rotory, které byly nahrazeny dvoulistými. Za přistávací podvozek sloužila dvojice dlouhých ližin.

## Specifikace
Data z: NASA Monograph 17  a Aerophile, Vol. 2, No. 1.

### Technické údaje
- Posádka: 1 pilot
- Délka: 9,2 m
- Výška: 4,0 m
- Rozpětí nosného křídla: 9,5 m
- Průměr nosného rotoru: 2× 7,6 m
- Prázdná hmotnost:[pozn. 1] 1 907 kg
- Vzletová hmotnost: 2 218 kg
- Pohon: 1× pístový motor Pratt & Whitney R-985-AN-1; 336 kW

### Výkony
- Maximální rychlost: 296 km/h
- Cestovní rychlost: 269 km/h
- Dolet: 411 km
- Dynamický dostup: 4 600 m
- Stoupavost: 6,3 m/s